# Formigueret de Gentry
El formigueret de Gentry (Herpsilochmus gentryi) és una espècie d'ocell de la família dels tamnofílids (Thamnophilidae).

## Hàbitat i distribució
Habita boscos de l'est d'Equador i nord de Perú.